# Duy Tân
Duy Tân (chữ Hán: 維新 19 tháng 9 năm 1900 – 26 tháng 12 năm 1945), tên khai sinh là Nguyễn Phúc Vĩnh San (阮福永珊), là vị hoàng đế thứ 11 của nhà Nguyễn, ở ngôi từ năm 1907 đến năm 1916, sau vua Thành Thái.
Khi vua cha bị thực dân Pháp lưu đày, ông được người Pháp đưa lên ngôi khi còn thơ ấu. Tuy nhiên, ông dần dần khẳng định thái độ bất hợp tác với Pháp. Năm 1916, lúc ở châu Âu có cuộc Đại chiến, ông bí mật liên lạc với các lãnh tụ Việt Nam Quang phục Hội như Thái Phiên, Trần Cao Vân dự định khởi nghĩa. Tuy nhiên, dự định bại lộ và Duy Tân bị bắt ngày 6 tháng 5 và đến ngày 3 tháng 11 năm 1916 ông bị đem an trí trên đảo Réunion ở Ấn Độ Dương.
Trong Chiến tranh thế giới thứ hai (1939 - 1945) ông gia nhập quân Đồng Minh chống phát xít Đức. Ngày 26 tháng 12 năm 1945, ông tử nạn trong vụ tai nạn máy bay ở Cộng hòa Trung Phi, khi ông mới 45 tuổi. Ngày 28 tháng 3 năm 1987, thi hài ông được đưa từ M'Baiki, Cộng hòa Trung Phi về Việt Nam, rồi đưa về an táng tại Lăng Dục Đức, Huế cạnh lăng mộ vua cha Thành Thái. Ông không có miếu hiệu.

## Xuất thân
Vua Duy Tân tên húy là Nguyễn Phúc Vĩnh San (阮福永珊), khi lên ngôi đổi thành Nguyễn Phúc Hoảng (阮福晃) sinh ngày 26 tháng 8 năm Canh Tý, tức 19 tháng 9 năm 1900 tại Huế. Ông là con thứ 8 của vua Thành Thái và bà hoàng phi Nguyễn Thị Định.
Vua Thành Thái có nhiều con trai, đáng lẽ phải chọn người con trưởng kế vị, nhưng người Pháp sợ một vị vua trưởng thành khó sai khiến nên họ muốn tìm chọn một người nhỏ tuổi. Khi Khâm sứ Fernand Ernest Lévecque cầm danh sách các hoàng tử con vua Thành Thái vào hoàng cung chọn vua, lúc điểm danh thì thiếu mất Vĩnh San. Triều đình cho người đi tìm thì thấy Vĩnh San đang trốn dưới gầm giường, mặt mày lem luốc. Khi tra hỏi thì Vĩnh San nói: "Ta đang tìm con dế vừa mới xổng". Vì sợ bị quở phạt, người lính đi tìm Vĩnh San không đưa ông đi tắm rửa mà đưa thẳng ra trình diện quan Pháp. Người Pháp trông thấy đồng ý ngay vì họ thấy Vĩnh San có vẻ nhút nhát và đần độn. Triều đình thấy vua quá nhỏ nên xin tăng thêm một tuổi thành 8. Họ cũng đặt niên hiệu cho Vĩnh San là Duy Tân, như muốn hướng tới sự nghiệp không thành của vua Thành Thái.

## Trị vì

### Lên ngôi vua

Ảnh chụp vua Duy Tân năm 1907. Bức hoành sau lưng ghi bốn chữ "Tiên cấm trường xuân".

Ngày 5 tháng 9 năm 1907, Vĩnh San lên ngôi lấy niên hiệu là Duy Tân. Và chỉ một ngày sau lễ đăng cơ, Duy Tân đã đổi khác. Một nhà báo Pháp đã thuật lại:
"...Un jour de trône a complètement changé la figure d'un enfant de 8 ans". (Một ngày lên ngai vàng đã thay đổi hoàn toàn bộ mặt của cậu bé lên tám)
Để kiểm soát vua Duy Tân, người Pháp cho lập một phụ chính gồm sáu đại thần là Tôn Thất Hân, Nguyễn Hữu Bài, Huỳnh Côn, Miên Lịch, Lê Trinh và Cao Xuân Dục để cai trị Việt Nam dưới sự điều khiển của Khâm sứ Pháp. Một tiến sĩ sinh học là Ebérhard được đưa đến để dạy học cho vua Duy Tân, theo nhiều người thì đó chỉ là hành động kiểm soát.

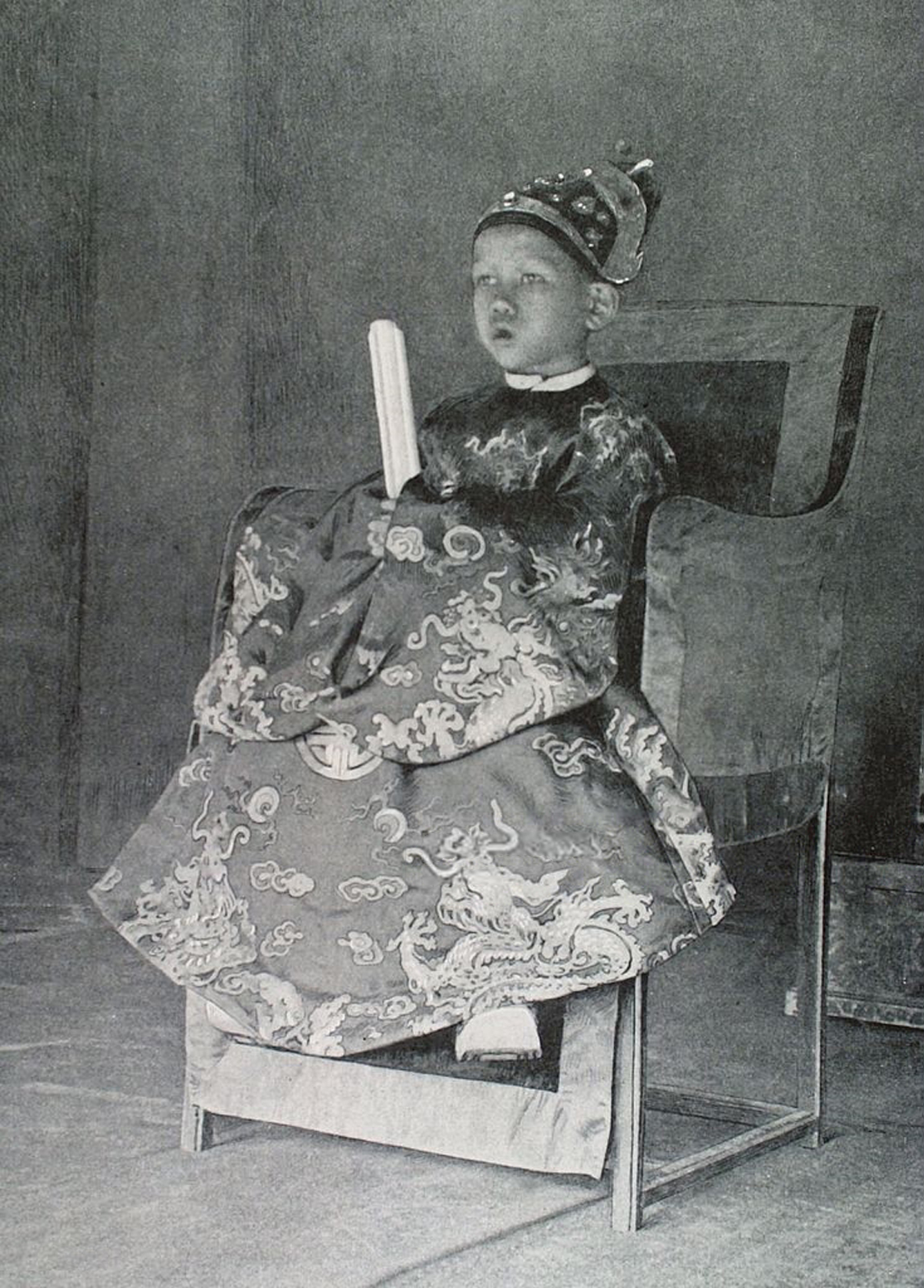
Vua Duy Tân lên ngôi

Khoảng năm 1912, Khâm sứ Georges Marie Joseph Mahé mở một chiến dịch tìm vàng ráo riết. Mahé lấy tượng vàng đúc từ thời chúa Minh Nguyễn Phúc Chu trên tháp Phước Duyên chùa Thiên Mụ, đào lăng Vua Tự Đức và đào xới lung tung trong Đại Nội để tìm vàng. Vua Duy Tân phản đối quyết liệt những hành động thô bạo đó, nhưng Mahé vẫn làm ngơ. Duy Tân ra lệnh đóng cửa cung không tiếp ai. Tòa Khâm sứ Pháp làm áp lực với nhà vua thì Duy Tân đe dọa sẽ tuyệt giao với các nhà đương cục ở Huế lúc bấy giờ. Cuối cùng Toàn quyền Albert Pierre Sarraut từ Hà Nội phải vào giải quyết vua Duy Tân mới cho mở Hoàng thành.
Năm vua Duy Tân 13 tuổi, ông xem lại những hiệp ước mà hai nước Việt-Pháp đã ký. Nhà vua cảm thấy việc thi hành của hiệp ước ấy không đúng với những điều kiện mà hai bên đã ký kết với nhau nên một hôm giữa triều đình, nhà vua tỏ ý muốn cử ông Nguyễn Hữu Bài là người giỏi tiếng Pháp sang Pháp để yêu cầu duyệt lại hiệp ước ký năm 1884 (Patenôtre). Nhưng cả triều đình không ai dám nhận chuyến đi đó.

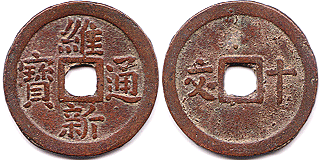
Đồng tiền Duy Tân thông bảo.

Năm 15 tuổi, vua Duy Tân đã triệu tập cả sáu ông đại thần trong Phụ chính, bắt buộc các vị phải ký vào biên bản để đích thân vua sẽ cầm qua trình với Tòa Khâm sứ nhưng các đại thần sợ người Pháp giận sẽ kiếm chuyện nên từ chối không ký và phải xin yết kiến bà Thái hậu để nhờ bà can gián nhà vua. Từ đó không những nhà vua có ác cảm với thực dân Pháp mà còn ác cảm với Triều đình.

### Dự định khởi nghĩa vớiViệt Nam Quang phục Hội
Việt Nam Quang phục Hội được Phan Bội Châu thành lập từ 1912. Biết được vua Duy Tân là người yêu nước chống Pháp nên Việt Nam Quang phục Hội quyết định móc nối. Hai lãnh đạo của hội là Trần Cao Vân và Thái Phiên bỏ tiền vận động người tài xế riêng của vua Duy Tân xin thôi việc. Thay vào đó là Phạm Hữu Khánh, một thành viên của Hội.

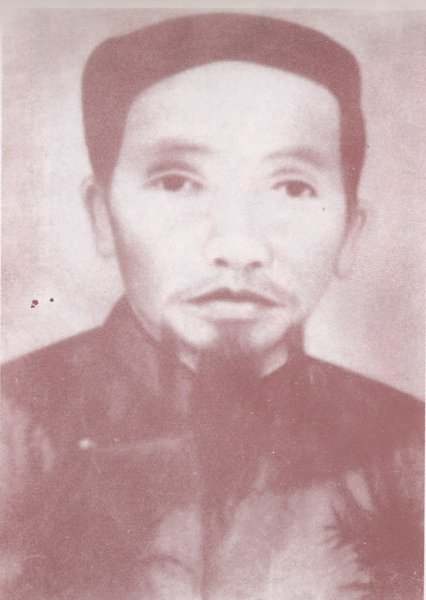
Trần Cao Vân (1866 - 1916) - một trong những lãnh tụ của Việt Nam Quang phục Hội.

Tháng 4 năm 1916, khi vua Duy Tân ra bãi tắm Cửa Tùng nghỉ mát, Phạm Hữu Khánh có đưa cho vua một bức thư của hai lãnh tụ Trần Cao Vân và Thái Phiên. Duy Tân đọc thư và muốn gặp hai người này. Ngày hôm sau, ba người cùng đến câu cá ở Hậu hồ, vua Duy Tân đồng ý cùng tham gia khởi nghĩa. Khởi nghĩa dự định được tổ chức vào 1 giờ sáng ngày 3 tháng 5.
Nhưng cuối tháng 4, một thành viên của Việt Nam Quang phục Hội ở Quảng Ngãi là Võ An đã làm lộ tin. Chiều ngày 2 tháng 5, công sứ Pháp ở Quảng Ngãi là de Taste mật điện với Khâm sứ Trung kỳ biết tin. Nghe tin, khâm sứ Charles ra lệnh thu súng ở các trại lính người Việt cất vào kho và cấm trại không cho một người lính Việt nào ra ngoài.
Đêm 2 tháng 5, Trần Cao Vân và Thái Phiên đưa thuyền đến bến Thương Bạc đón vua Duy Tân. Nhà vua cải trang theo lối thường dân đi cùng hai người hộ vệ là Tôn Thất Đề và Nguyễn Quang Siêu. Họ tới làng Hà Trung, lên nhà một hội viên Việt Nam Quang phục Hội để chờ giờ phát lệnh bằng súng thần công ở Huế. Nhưng chờ đến ba giờ sáng vẫn không nghe hiệu lệnh, biết đã thất bại, Trần Cao Vân và Thái Phiên định đưa vua Duy Tân tới vùng Quảng Nam, Quảng Ngãi. Sáng ngày 6 tháng 5 năm 1916, họ bị bắt.
Khâm sứ tại Huế Charles và Toàn quyền thuyết phục vua Duy Tân trở lại ngai vàng nhưng ông không đồng ý: 
| “ | Các ngài muốn bắt buộc tôi phải làm vua nước Nam, thì hãy coi tôi như là một ông vua đã trưởng thành và có quyền tự do hành động, nhất là quyền tự do trao đổi tin tức và ý kiến với chính phủ Pháp. | ” |

Pháp bắt triều đình Huế phải xử, Hội đồng xét xử: Tham tri bộ Hình Hoàng Quảng Phu, Thị lang bộ Binh kiêm Phó sứ Hộ thành binh mã Võ Liêm, Ngự sử Viện Đô sát Tôn Thất Uyển. Bản án quy hết tội cho 4 người Thái Phiên, Trần Cao Vân, Tôn Thất Đề, Nguyễn Quang Siêu và 14 người khác. Vai trò của Vua Duy Tân được giảm nhẹ khi phán rằng "hoàng thượng nhỏ tuổi" bị "xúi giục" và "trộm lấy chiếu văn" "tự phong quan tước" "đòi xa giá ra ngoài".  Vậy là vua Duy Tân thoát khỏi trách nhiệm trong vụ khởi nghĩa. Bốn người bị xử chém ở An Hòa. Vua Duy Tân bị đày đi đảo La Réunion ở Ấn Độ Dương cùng với vua cha Thành Thái vào năm 1916.

Đồng tiền cổ với bốn chữ "Duy Tân thông bảo".

## Lưu đày

### Sang đảo La Réunion

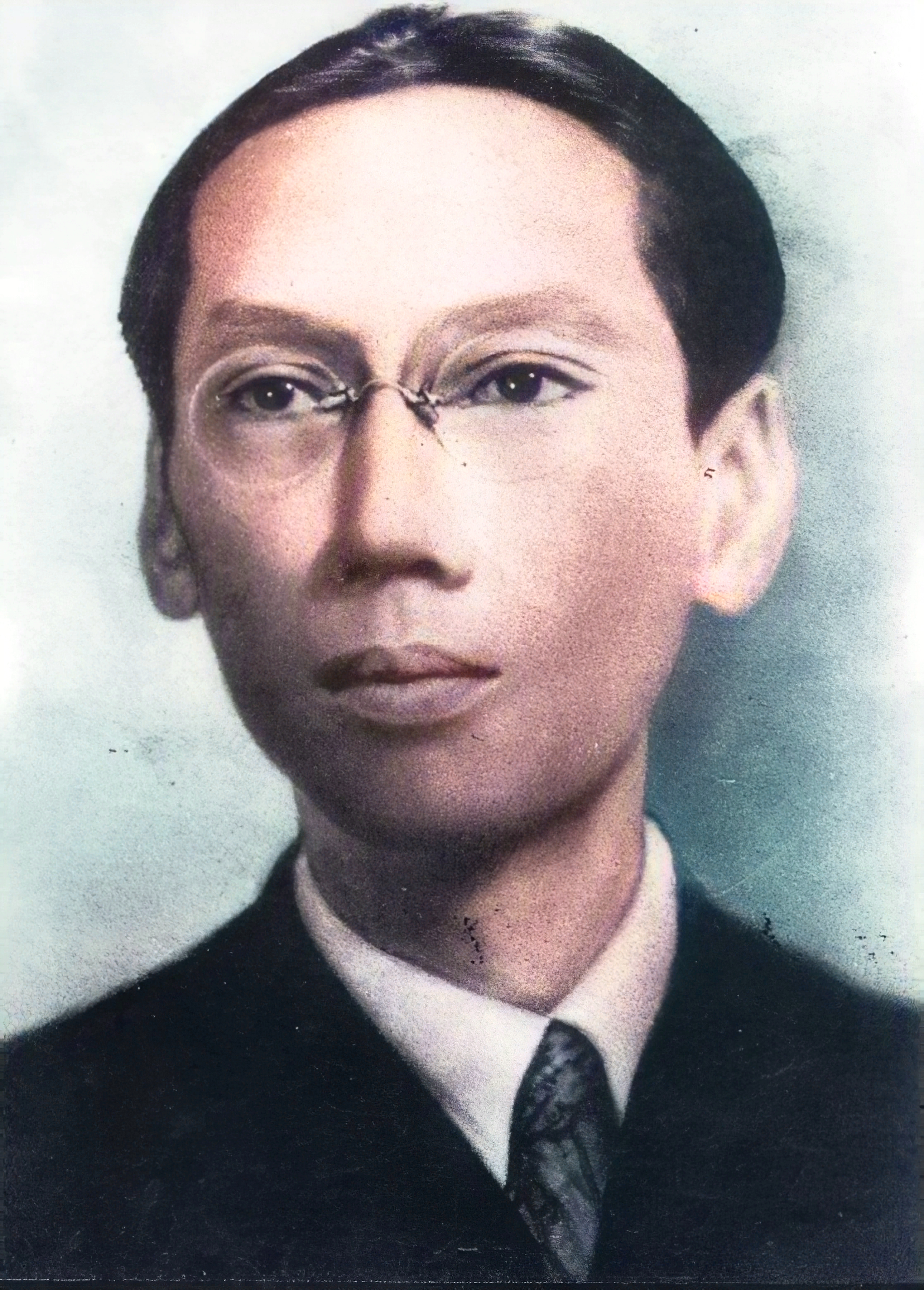
Vua Duy Tân năm 1930.

Ngày 3 tháng 11 năm 1916, gia đình vua Thành Thái và Duy Tân lên tàu Guadiana ở Cap Saint-Jacques (Vũng Tàu). Đến ngày 20 tháng 11 họ tới bến Pointe de Galets đảo La Réunion lúc 7 giờ rưỡi sáng. Tại đây, từ chối một biệt thự sang trọng người Pháp dành cho, gia đình cựu hoàng sống trong một căn nhà thuê lại một người dân ở thành phố Saint-Denis. Ông sống giản dị trong căn nhà nhỏ, ăn mặc và sinh hoạt cũng giản dị như bao người dân bình thường khác ở đảo.
Duy Tân bất bình với cha Thành Thái vì không hợp tính tình, ông cắt đứt liên lạc với gia đình. Duy Tân ghi tên học về vô tuyến điện và mở tiệm Radio - Laboratoire bán hàng sửa chữa máy. Đồng thời, ông thi tú tài ở trường Trung học Leconte de Lisle và học thêm ngoại ngữ, luật học. Duy Tân ít quan hệ với người Pháp, chỉ giao du với một nhóm bạn bè. Ông tham gia hội yêu nhạc, học cưỡi ngựa và thắng nhiều cuộc đua. Cựu hoàng Duy Tân còn viết nhiều bài và thơ đăng trong những tờ báo Le Peuple (Dân chúng), Le Progrès (Tiến bộ) dưới biệt hiệu Georges Dry. Bài Variations sur une lyre briée (Những biến tấu của một cây đàn lia gãy vỡ) được giải nhất văn chương của Viện Hàn lâm Khoa học và Văn chương La Réunion năm 1924. Duy Tân còn là hội viên của Hội Tam Điểm, Franc-Macon và Hội địa phương bảo vệ Nhân quyền và quyền Công dân.
Trong bài Destin tragique d'un Empereur d'Annam: Vĩnh San - Duy Tân đăng trong Revue France-Asie, năm 1970, tác giả E.P Thébault, một bạn thân của Duy Tân, ghi rằng: chỉ một lần – một lần mà thôi – trong bức thơ ngày 5 tháng 6 năm 1936 gởi cho Marius Moutet, Tổng trưởng Bộ Thuộc địa Pháp, Duy Tân gợi lại cuộc biến động 1916 và nói về vai trò của ông trong vụ ấy để xin phép qua trú ngụ bên Pháp". Trong nhiều bức thư khác gởi cho Chính phủ Pháp từ 1936 cho đến 1940, để xin phục vụ trong Quân đội Pháp, ông không đả động đến vụ mưu loạn tại Việt Nam. Tất cả đơn đều bị bác vì Bộ Thuộc địa phê trong tờ lý lịch cá nhân của Duy Tân (được giải mật sau này): "...parait difficile à acheter, extrêmement indépendant... intrigue pour quitter la Réunion et rétablissement trône d'Annam..." (Có vẻ khó mua chuộc, rất độc lập, mưu đồ rời khỏi đảo La Réunion để tái lập ngôi báu ở An Nam...).

### Tham gia Quân đội Pháp
Ngày 18 tháng 6 năm 1940, Charles de Gaulle kêu gọi chống Đức Quốc xã. Sự việc nước Pháp bại trận trong Chiến tranh thế giới thứ hai, đầu hàng phát xít Đức và sau đó lực lượng kháng chiến Pháp ở hải ngoại do De Gaulle đứng đầu được thành lập ở Anh trở về tái chiếm đất Pháp đã có tác động rất lớn đến tư tưởng, tình cảm của Cựu hoàng. Ông xem De Gaulle là thần tượng, là hình mẫu cho hoạt động cứu nước của mình. Tuy "nước Pháp tự do" và nước Pháp thực dân mà ông chống đối đều là một nước Pháp, Duy Tân hưởng ứng và bằng đài vô tuyến điện, ông đã thu thập tin tức bên ngoài để chuyển cho Lực lượng kháng chiến tự do Pháp. Vụ việc đổ bể, ông bị nhà cầm quyền La Réunion (lúc đó theo Chính phủ Vichy) câu lưu sáu tuần. Sau đó, ông phục vụ ba tháng với cấp bậc hạ sĩ vô tuyến trong phe kháng chiến của tướng Legentilhomme và Đại tá Alain de Boissieu. Duy Tân nhờ Thống đốc La Réunion là A. Capagory (1942 - 1947) can thiệp cho ông đăng vào bộ binh Pháp dưới quyền của tướng Catroux với cấp bậc binh nhì. Một thời gian sau ông được thăng lên Chuẩn úy rồi sang châu Âu.
Ngày 5 tháng 5 năm 1945, có lệnh đưa Chuẩn úy Duy Tân về phòng Quân sự của tướng Charles de Gaulle ở Paris. Duy Tân đến Pháp vào tháng 6 năm 1945 khi Đức đã đầu hàng ngày 8 tháng 5. Ngày 20 tháng 7 năm 1945, ông được đưa qua phục vụ tại Bộ Tham mưu của Sư đoàn 9 Bộ binh Thuộc địa (9ème DIC) đóng ở vùng Schwarzwald (Forêt Noire), Đức. Duy Tân cho rằng người Pháp sẽ đưa ông trở lại ngai vàng và hai bên sẽ lập một loạt thỏa hiệp được hai chính phủ thông qua. Ngày 29 tháng 8 năm 1945, trên đài phát thanh Radio-Tananarive, ông kêu gọi đất nước hợp tác với nước Pháp qua mối quan hệ hữu nghị với chủ trương một nước Việt Nam độc lập, thống nhất và tạm thời ủy thác cho Pháp bộ Ngoại giao và Quốc phòng.
Ngày 29 tháng 10 năm 1945, Charles de Gaulle ký một sắc lệnh hợp thức hóa những sự thăng cấp liên tiếp của Duy Tân trong Quân đội Pháp: Thiếu úy từ 5 tháng 12 năm 1942, Trung úy từ 5 tháng 12 năm 1943, Đại úy tháng 12 năm 1944 và Thiếu tá ngày 25 tháng 9 năm 1945. Tuy nhiên, nhiều người cho rằng cựu hoàng Duy Tân đã bị dùng như một con bài chính trị trong kế hoạch mật tái chiếm Đông Dương của Pháp.

## Gặp Charles de Gaulle và chuẩn bị về Việt Nam

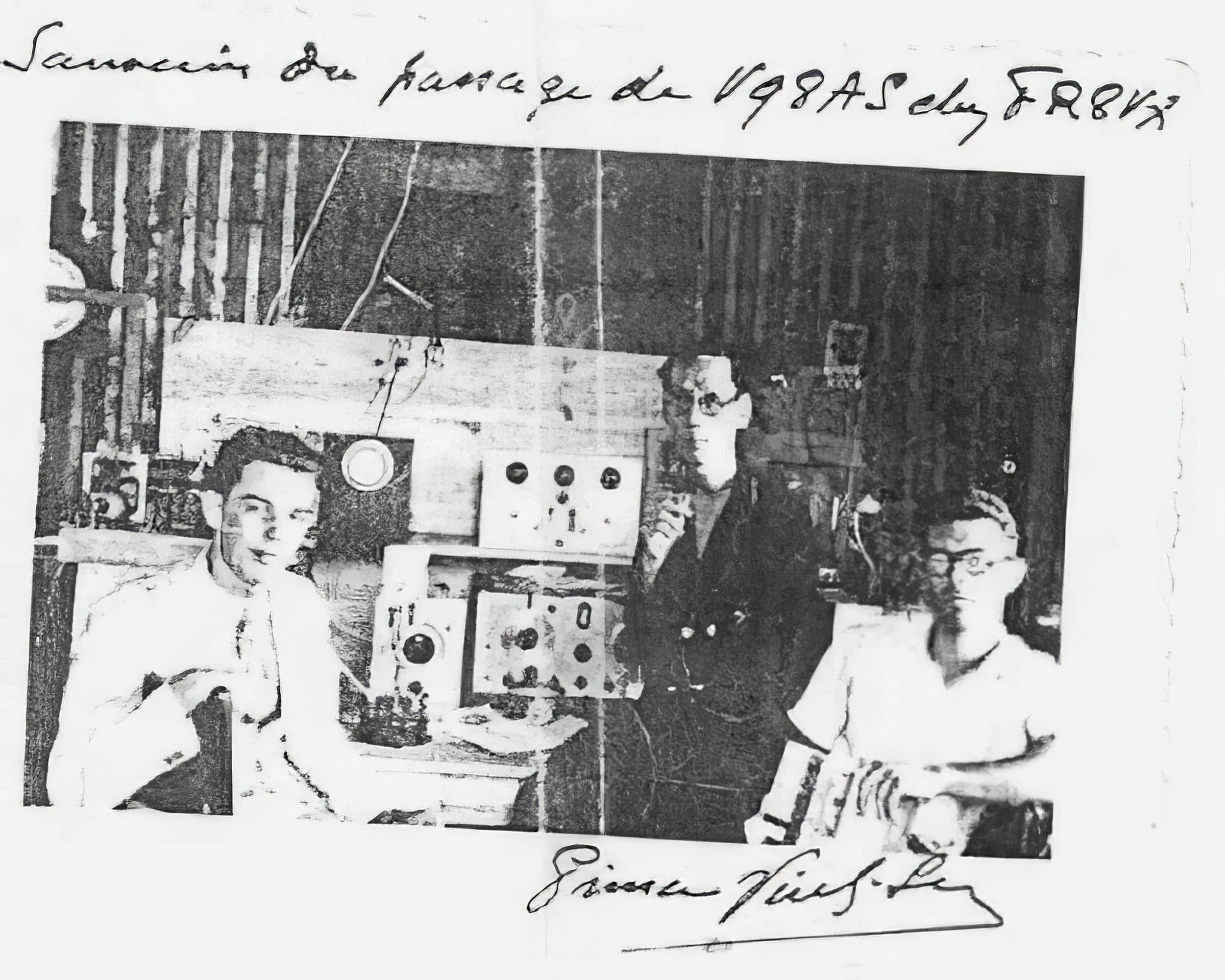
Duy Tân (ở giữa) và các bạn.

Ngày 14 tháng 12 năm 1945, Charles de Gaulle tiếp cựu hoàng Duy Tân. Trong tập Hồi ký chiến tranh, tướng de Gaulle ghi: 
| “ | ...Tôi sẽ tiếp Cựu hoàng [Vĩnh San] và sẽ cùng ông xét xem chúng tôi sẽ làm được những gì? Đó là một nhân vật đầy cương nghị. Mặc dù bị lưu đày ròng rã 30 năm trời, hình ảnh của ông không hề phai mờ trong tâm hồn của dân tộc Việt Nam. | ” |

Trong tác phẩm Histoire du Việt Nam de 1940 à 1952 sử gia Philippe de Villers nhận xét: 
| “ | Bảo Đại đã thoái vị và bị phê bình nghiêm khắc. Nhưng lần này, người được chú ý chính là nhân vật tiền nhiệm, Duy Tân. Bị lưu đày năm lên 16 tuổi, ông đã đầu quân vào Không lực Pháp và tham gia các cuộc chiến đấu ở Pháp và Đức. Ông đã trình bày chính kiến với Chính phủ Pháp và với một trung uý của Quân đoàn I sắp qua Đông Dương là ông Bousquet, cựu Chánh Văn phòng của Tổng trưởng Abel Bonnard. | ” |

Một bạn thân của Duy Tân là E.P Thébault kể lại trong bài Destin tragique d'un Empereur d'Annam: Vĩnh San - Duy Tân:
| “ | Trở lại Paris ngày 16 tháng 12 năm 1945, tôi thấy Ngài mặc một bộ đồ nhà binh rất đẹp, có gắn bốn lon. Bây giờ Ngài trọ ở Khách sạn Louvres, trước Hý viện Pháp. Ngài nói: "Như vậy là xong rồi, quyết định rồi! Chính phủ Pháp sẽ đặt tôi lại trên ngôi Hoàng đế Việt Nam. Tướng De Gaulle sẽ theo tôi trở về bên đó [Việt Nam] vào những ngày đầu tháng 3 (1946)". Từ nay tới đó, người ta sẽ chuẩn bị dư luận của Pháp cũng như quốc tế và Đông Dương. Vả lại, cũng còn cần phải dự thảo các bản thỏa ước giữa hai chính phủ nữa. | ” |

Trong hồi ký Bên giòng lịch sử 1940-1965, linh mục Cao Văn Luận ghi lại rằng mùa đông 1944 và đầu năm 1945, cùng với một số du học sinh Việt và Việt kiều, ông có tiếp xúc ba lần với Duy Tân ở Paris. Lần đầu, cựu hoàng giải thích: 
| “ | Người Pháp đang cần sự hợp tác của chúng ta để tái chiếm Đông Dương. Họ có thể chấp nhận cho ta thành một quốc gia tự trị trong Liên hiệp Pháp. Điều đó không trái với quyền lợi quốc gia. Dần dà chúng ta đòi thêm quyền hành. Chúng ta biết làm gì hơn trước binh lực hùng hậu của Pháp và hậu thuẫn của đồng minh Tây phương? Chúng ta đã thấy những gương chống Pháp và tôi đây là nạn nhân của một lối chống nóng nảy vụng về. Rồi đất nước chúng ta phải chịu một cảnh chiến tranh tàn khốc mà kết quả chưa biết là thắng hay bại. | ” |

Duy Tân đã từng tâm sự: 

## Tử nạn

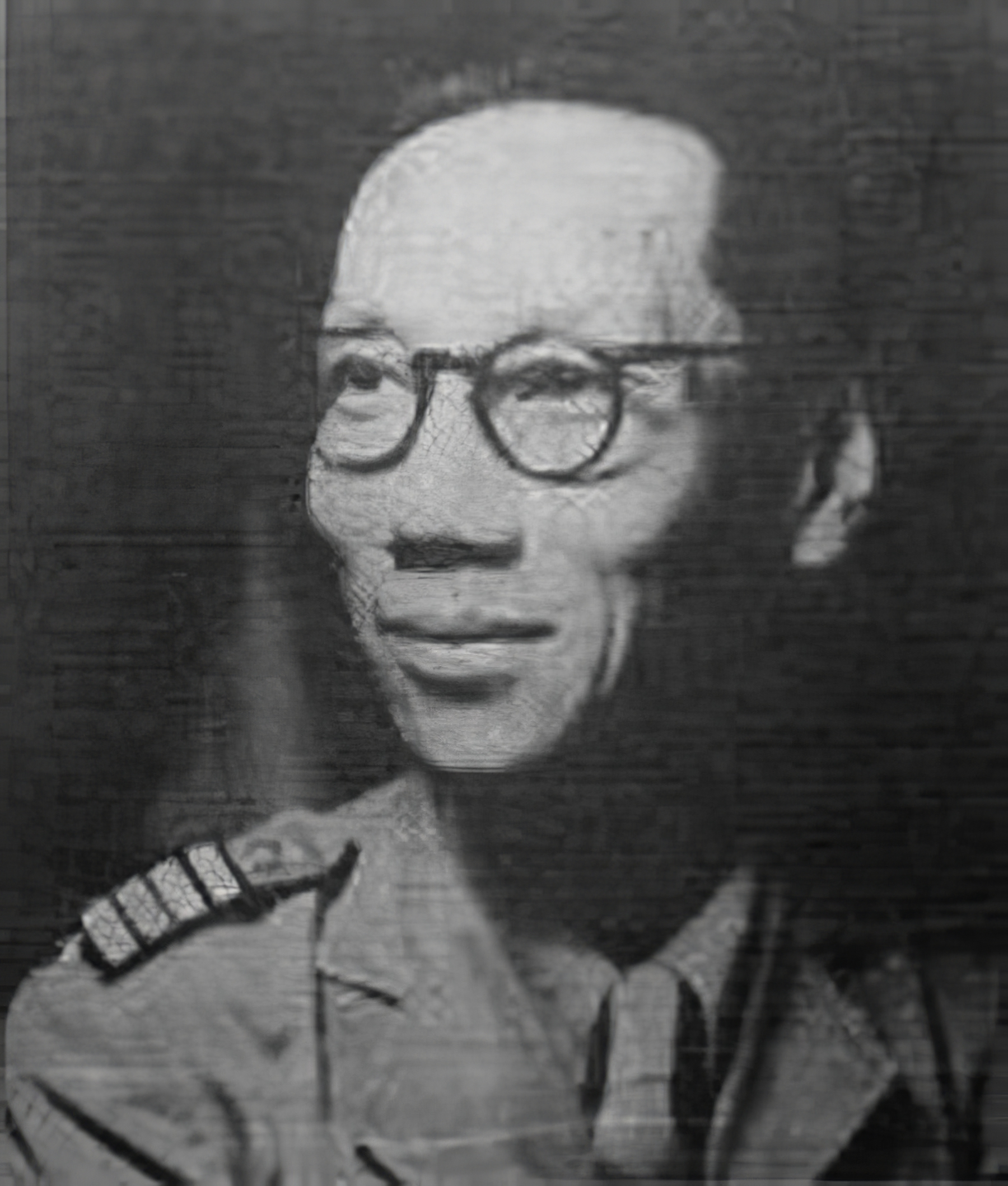
Cựu hoàng Duy Tân trong quân phục cấp bậc Thiếu tá Pháp (1944)

Ngày 24 tháng 12 năm 1945, Duy Tân lấy phi cơ Lockheed C-60 của Pháp cất cánh từ Bourget, Paris để trở về La Réunion thăm gia đình trước khi thi hành sứ mạng mới. Lúc 13 giờ 50, phi cơ rời Fort Lami để bay đến Bangui, trạm kế tiếp. Ngày 26 tháng 12 năm 1945, khoảng 18 giờ 30 GMT, máy bay rớt gần làng Bassako, thuộc phân khu M'Baiki, Cộng hòa Trung Phi. Tất cả phi hành đoàn đều thiệt mạng bao gồm có một thiếu tá hoa tiêu, hai trung úy phụ tá, hai quân nhân và bốn thường dân.
Ngày 28 tháng 3 năm 1987, hài cốt của vua Duy Tân được gia đình đưa từ M'Baiki, Trung Phi về Paris làm lễ cầu siêu tại Viện Quốc tế Phật học Vincennes và sau đó đưa về an táng tại An Lăng, Huế, cạnh nơi an nghỉ của vua cha Thành Thái, vào ngày 6 tháng 4 năm 1987.

## Vinh danh
Ở Sài Gòn thời Việt Nam Cộng hòa, đường Garcerie cũ thời Pháp thuộc được đổi tên là đường Duy Tân. Đây là con đường với hai hàng cây lớn, chạy ngang Trường Đại học Kiến trúc và Đại học Luật khoa có tiếng là thơ mộng nên được nhắc trong bản nhạc "Trả lại em yêu" của Phạm Duy. Tuy nhiên vào năm 1985, đường Duy Tân bị đổi tên thành đường Phạm Ngọc Thạch.
Ngày 5 tháng 12 năm 1992, tại thành phố Saint-Denis (đảo La Réunion) đã khánh thành một đại lộ và một cầu mang tên ông: Đại lộ và Cầu Vĩnh San.
Ở Việt Nam, năm 2010 phố Duy Tân được đặt tên tại phường Dịch Vọng, quận Cầu Giấy, Hà Nội. Năm 2013 tại thành phố Móng Cái, tên ông được đặt cho phố kéo dài từ phố Hàm Nghi đến đường Đoan Tĩnh. Tại thành phố Đồng Hới, Quảng Bình tên ông được đặt cho con đường kéo dài từ đường Trần Hưng Đạo đến đường Phạm Văn Đồng ở phường Nam Lý. Tại Đà Nẵng, đường Duy Tân nối từ Ngã tư Quân đoàn đến đường Nguyễn Văn Linh, có đi qua Quân khu 5, Sân bay Quốc tế Đà Nẵng. Tại Đà Nẵng còn có Trường Đại học Duy Tân (đại học tư thục).

## Giai thoại
Một lần nhà vua thiếu niên từ bãi tắm Cửa Tùng lên (hàng năm ông hay ra đây nghỉ mát), tay chân dính cát. Thị vệ bưng chậu nước cho vua rửa. Duy Tân vừa rửa vừa hỏi:
"Khi tay dơ thì lấy nước mà rửa, khi nước bẩn thì lấy chi mà rửa?"
Người thị vệ chưa biết trả lời ra sao thì vua Duy Tân nói tiếp:
"Nước dơ thì phải lấy máu mà rửa, hiểu không?"
Một lần khác vua Duy Tân ra ngồi câu cá trước bến Phu Văn Lâu. Thượng thư Nguyễn Hữu Bài cùng đi. Mãi không thấy con cá nào cắn câu, vị hoàng đế trẻ bèn ra câu đối:
"Ngồi trên nước không ngăn được nước, trót buông câu nên lỡ phải lần."
Sau khi nghĩ ngợi một lúc, Thượng thư Nguyễn Hữu Bài đối lại:
"Nghĩ việc đời mà ngán cho đời, đành nhắm mắt đến đâu hay đó."
Nghe đồn Duy Tân phê Nguyễn Hữu Bài là người cam chịu trước số mạng. Nhà vua còn bảo:
"Theo ý trẫm, sống như thế buồn lắm. Phải có ý chí vượt gian khó thì cuộc sống mới có ý nghĩa!"

## Gia quyến
Khi sang đảo La Réunion, Duy Tân có đem theo Hoàng phi Mai Thị Vàng, nhưng được 2 năm bà xin về Việt Nam vì không chịu được khí hậu ở đó. Thời gian ở La Réunion, ông có chung sống với 3 người vợ ngoài giá thú, vì Hoàng phi Mai Thị Vàng từ chối ly hôn.
Những người con của ông với các người vợ gốc châu Âu đều mang họ mẹ và được rửa tội theo lễ nghi Công giáo. Một tài liệu viết các con ông đều không nói được tiếng Việt và có ít quan hệ với cựu hoàng Thành Thái. Duy Tân cũng không khuyến khích các con học tiếng Việt và tìm hiểu về Việt Nam. Đến năm 1946, tòa án thành phố Saint-Denis đồng ý cho các con của Duy Tân mang họ ông. Andrée Maillot và Armand Viale vẫn giữ họ cũ của mình. 5 người Suzy, Georges, Claude, Roger và Andrée đổi thành Georges Vĩnh San, Claude Vĩnh San v.v...
Các bà vợ và con cái:
- Diệu phi Mai Thị Vàng (妙妃枚氏鐄), kết hôn ngày 16 tháng 1 năm 1916. Khi đi lưu đày theo chồng bà có mang 3 tháng và bị sẩy thai. Năm 1925, cựu hoàng có gửi cho Hội đồng hoàng tộc một bức thư kèm đơn ly dị và xin Hội đồng hoàng tộc chứng nhận để bà Vàng đi lấy chồng khác, lúc này bà 27 tuổi. Nhưng bà Vàng một lòng thủ tiết cho đến cuối đời và thường ngâm:

Gìn vàng giữ ngọc cho hay,
Cho đành lòng kẻ chân mây cuối trời.
hay
Đá dù nát, "Vàng" chẳng phai,
Tử sinh vẫn giữ lấy lời tử sinh.
- Bà Marie Anne Viale, sinh năm 1890. Có một con trai:
  - Armand Viale sinh 1919.
- Bà Fernande Antier, sinh năm 1913, cưới năm 1928. Có tám người con, 4 trai 4 gái đều mang họ Vĩnh San:[5]
  - Thérèse Vinh-San sinh 1928 (mất sớm).
  - Rita Suzy Georgette Vinh-San sinh ngày 6 tháng 9 năm 1929.
  - Solange sinh 1930 (mất sớm).
  - Guy Georges Vĩnh San (Nguyễn Phúc Bảo Ngọc) sinh ngày 31 tháng 1 năm 1933.
  - Yves Claude Vĩnh San (Nguyễn Phúc Bảo Vàng) sinh ngày 8 tháng 4 năm 1934.
  - Joseph Roger Vĩnh San (Nguyễn Phúc Bảo Quý) sinh ngày 17 tháng 4 năm 1938.
  - Ginette sinh 1940 (mất sớm).
  - André (mất sớm).
- Bà Ernestine Yvette Maillot, sinh năm 1924. Có một con gái:
  - Andrée Maillot sinh 1945 mất 2011.

Trong các hoàng tử của vua Duy Tân có hoàng tử Bảo Ngọc (Guy Georges Vĩnh San), sinh ngày 31 tháng 1 năm 1933 có bốn con Patrick Vĩnh San, Chantal Vĩnh San, Annick Vĩnh San và Pascale Vĩnh San, thường xuyên tham gia các hoạt động và nghi lễ của nhà Nguyễn cùng với vợ là bà Monique. Một người con khác là Hoàng tử Bảo Vàng (tên đầy đủ là Yves Claude Vĩnh San, sinh ra tại Saint-Denis, đảo Réunion ngày 8 tháng 4 năm 1934). Hoàng tử Bảo Vàng cưới Jessy Tarby và họ có mười con (7 trai và 3 gái): Yves Vĩnh San, Patrick Vĩnh San, Johnny Vĩnh San, Jerry Vĩnh San, Thierry Vĩnh San, Stéphanie Vĩnh San, Cyril Vĩnh San, Didier Vĩnh San, Marie-Claude Vĩnh San, Marilyn Vĩnh San và Doris Vĩnh San. Vào năm 1987, ông đưa di hài vua cha về Việt Nam để an táng tại lăng Dục Đức (ông nội của Duy Tân). Cùng với Hoàng tử Bảo Thắng, ông là lãnh đạo của Đại Nam Long tinh Viện. Mục đích của hội này không liên quan đến chính trị Việt Nam và vai trò của hoàng tộc dưới sự lãnh đạo của thái tử Nguyễn Phúc Bảo Long là các hoạt động nhân đạo, giáo dục, và văn hóa cho người Việt Nam. Một người con khác là Hoàng tử Bảo Quý (Joseph Roger Vĩnh San), đang sống cùng vợ là bà Lebreton Marguerite tại Nha Trang, Khánh Hòa